# Taonsgho (Yako)
Pour les articles homonymes, voir Taonsgho.
Ne doit pas être confondu avec Taonsgo.
Taonsgho est une localité située dans le département de Yako de la province du Passoré dans la région Nord au Burkina Faso.

## Santé et éducation
Le centre de soins le plus proche de Taonsgho est le centre médical avec antenne chirurgicale (CMA) de la province à Yako.